# Luke Brattan
Nathan Luke Brattan (ur. 8 marca 1990 w Hull) – australijski piłkarz angielskiego pochodzenia występujący na pozycji pomocnika w australijskim klubie Melbourne City. Wychowanek Brisbane Roar. Były reprezentant Australii do lat 20.

## Sukcesy

### Brisbane Roar
- Mistrzostwo Australii: 2010/11, 2011/12, 2013/14

### Indywidualne
- Drużyna sezonu A-League: 2013/14